# Olympische Sommerspiele 2012/Schwimmen – 200 m Rücken (Männer)
Der Wettbewerb über 200 Meter Rücken der Männer bei den Olympischen Spielen 2012 in London wurde am 1. und 2. August 2012 im London Aquatics Centre ausgetragen. 35 Athleten nahmen daran teil.
Es fanden fünf Vorläufe statt. Die 16 schnellsten Schwimmer aller Vorläufe qualifizierten sich für die zwei Halbfinals, die am gleichen Tag ausgetragen wurden. Auch hier qualifizierten sich die Finalteilnehmer über die acht schnellsten Zeiten beider Halbfinals.
Abkürzungen: WR = Weltrekord, OR = olympischer Rekord, NR = nationaler Rekord, PB = persönliche Bestleistung, JWB = Jahresweltbestzeit

## Bestehende Rekorde
| Weltrekord         | Aaron Peirsol ( Vereinigte Staaten) | 1:51,92 min | Rom, Italien                | 31. Juli 2009   |
| Olympischer Rekord | Ryan Lochte ( Vereinigte Staaten)   | 1:53,94 min | Peking, Volksrepublik China | 15. August 2008 |

## Titelträger
| Olympiasieger     | Ryan Lochte ( Vereinigte Staaten) | 1:53,94 min | Peking 2008   |
| Weltmeister       | Ryan Lochte ( Vereinigte Staaten) | 1:52,96 min | Shanghai 2011 |
| Europameister     | Radosław Kawęcki ( Polen)         | 1:55,28 min | Debrecen 2012 |
| Deutscher Meister | Jan-Philip Glania                 | 1:55,87 min | Berlin 2012   |

## Vorlauf

### Vorlauf 1
1. August 2012
| Platz | Name            | Nation     | Zeit        | Anmerkung |
| ----- | --------------- | ---------- | ----------- | --------- |
| 1     | Derya Büyükuncu | Türkei     | 2:01,68 min |           |
| 2     | Sebastian Stoss | Österreich | 2:02,91 min |           |
| 3     | Quah Zheng Wen  | Singapur   | 2:03,45 min |           |

Für den 36-jährigen Bürükuncu war es die sechste Teilnahme an Olympischen Spielen.

### Vorlauf 2
1. August 2012
| Platz | Name                    | Nation     | Zeit        | Anmerkung |
| ----- | ----------------------- | ---------- | ----------- | --------- |
| 1     | Gábor Balog             | Ungarn     | 1:56,98 min |           |
| 2     | Pedro Oliveira          | Portugal   | 1:58,83 min | NR        |
| 3     | Darren Murray           | Südafrika  | 2:00,01 min |           |
| 4     | Aschwin Wildeboer Faber | Spanien    | 2:00,02 min |           |
| 5     | Pedro Medel             | Kuba       | 2:00,05 min | NR        |
| 6     | Oleksandr Issakow       | Ukraine    | 2:00,78 min |           |
| 7     | Alexander Tarabrin      | Kasachstan | 2:01,22 min |           |
| 8     | Park Hyeong-ju          | Südkorea   | 2:01,50 min |           |

### Vorlauf 3
1. August 2012
| Platz | Name                 | Nation             | Zeit        | Anmerkung |
| ----- | -------------------- | ------------------ | ----------- | --------- |
| 1     | Tyler Clary          | Vereinigte Staaten | 1:56,24 min |           |
| 2     | Nick Driebergen      | Niederlande        | 1:57,29 min |           |
| 3     | Péter Bernek         | Ungarn             | 1:57,52 min |           |
| 4     | Tobias Oriwol        | Kanada             | 1:58,06 min |           |
| 5     | Kazuki Watanabe      | Japan              | 1:58,17 min |           |
| 6     | Arkadi Wjattschanin  | Russland           | 1:58,69 min |           |
| 7     | Marco Loughran       | Großbritannien     | 1:58,72 min |           |
| 8     | Chris Walker-Hebborn | Großbritannien     | 1:59,00 min |           |

### Vorlauf 4
1. August 2012
| Platz | Name               | Nation      | Zeit        | Anmerkung |
| ----- | ------------------ | ----------- | ----------- | --------- |
| 1     | Ryōsuke Irie       | Japan       | 1:56,81 min |           |
| 2     | Jan-Philip Glania  | Deutschland | 1:57,01 min |           |
| 3     | Mitch Larkin       | Australien  | 1:57,53 min |           |
| 4     | Omar Pinzón        | Kolumbien   | 1:58,20 min |           |
| 5     | Leonardo de Deus   | Brasilien   | 1:58,22 min |           |
| 6     | Matson Lawson      | Australien  | 1:58,92 min |           |
| 7     | Benjamin Stasiulis | Frankreich  | 1:59,52 min |           |
| 8     | Gareth Kean        | Neuseeland  | 2:00,54 min |           |

### Vorlauf 5
1. August 2012
| Platz | Name                | Nation             | Zeit        | Anmerkung |
| ----- | ------------------- | ------------------ | ----------- | --------- |
| 1     | Ryan Lochte         | Vereinigte Staaten | 1:56,36 min |           |
| 2     | Zhan Fenglin        | China              | 1:56,71 min |           |
| 3     | Yakov Toumarkin     | Israel             | 1:57,33 min | NR        |
| 4     | Yannick Lebherz     | Deutschland        | 1:58,07 min |           |
| 5     | Radosław Kawęcki    | Polen              | 1:58,18 min |           |
| 6     | Sebastiano Ranfagni | Italien            | 1:58,76 min |           |
| 7     | Anton Antschin      | Russland           | 1:59,49 min |           |
| 8     | Xu Jiayu            | China              | 2:00,26 min |           |

## Halbfinale

### Lauf 1
1. August 2012
| Platz | Name              | Nation             | Zeit        | Anmerkung |
| ----- | ----------------- | ------------------ | ----------- | --------- |
| 1     | Ryan Lochte       | Vereinigte Staaten | 1:55,40 min |           |
| 2     | Ryōsuke Irie      | Japan              | 1:55,68 min |           |
| 3     | Radosław Kawęcki  | Polen              | 1:56,74 min |           |
| 4     | Mitch Larkin      | Australien         | 1:56,82 min |           |
| 5     | Yakov Toumarkin   | Israel             | 1:57,33 min |           |
| 6     | Jan-Philip Glania | Deutschland        | 1:57,43 min |           |
| 7     | Leonardo de Deus  | Brasilien          | 1:58,14 min |           |
| 8     | Yannick Lebherz   | Deutschland        | 1:58,80 min |           |

Toumarkin schwamm die exakt gleiche Zeit wie im Vorlauf, in dem er einen neuen israelischen Rekord aufgestellt hatte.

### Lauf 2
1. August 2012
| Platz | Name            | Nation             | Zeit        | Anmerkung |
| ----- | --------------- | ------------------ | ----------- | --------- |
| 1     | Tyler Clary     | Vereinigte Staaten | 1:54,71 min |           |
| 2     | Zhang Fenglin   | China              | 1:55,66 min | NR        |
| 3     | Kazuki Watanabe | Japan              | 1:56,81 min |           |
| 4     | Nick Driebergen | Niederlande        | 1:57,35 min |           |
| 5     | Gábor Balog     | Ungarn             | 1:57,56 min |           |
| 6     | Péter Bernek    | Ungarn             | 1:57,71 min |           |
| 7     | Tobias Oriwol   | Kanada             | 1:58,74 min |           |
| 8     | Omar Pinzón     | Kolumbien          | 1:58,99 min |           |

## Finale
2. August 2012, 19:48 Uhr MEZ
| Platz | Name             | Nation             | Zeit        | Anmerkung |
| ----- | ---------------- | ------------------ | ----------- | --------- |
| 1     | Tyler Clary      | Vereinigte Staaten | 1:53,41 min | OR        |
| 2     | Ryōsuke Irie     | Japan              | 1:53,78 min |           |
| 3     | Ryan Lochte      | Vereinigte Staaten | 1:53,94 min |           |
| 4     | Radosław Kawęcki | Polen              | 1:55,59 min |           |
| 4     | Zhang Fenglin    | China              | 1:55,59 min | NR        |
| 6     | Kazuki Watanabe  | Japan              | 1:57,03 min |           |
| 7     | Yakov Toumarkin  | Israel             | 1:57,62 min |           |
| 8     | Mitch Larkin     | Australien         | 1:58,02 min |           |

Noch nie waren bei Olympischen Sommerspielen die Schwimmer auf den Medaillenrängen so schnell. Der Sieger Clary schwamm olympischen Rekord, auch der Silbermedaillengewinner Irie blieb unter der alten Marke. Titelverteidiger Lochte schwamm die exakt gleiche Zeit wie bei seinem Olympiasieg in Peking.

In diesem Wettbewerb konnte der Chinese Fenglin den chinesischen Landesrekord gleich zwei Mal verbessern.

Nur eine knappe halbe Stunde später nahm Lochte auch am Finale über die 200 Meter Lagen teil, in dem er die Silbermedaille gewann.